# تاريخ الهوائيات الذكية
طُورت أول هوائيات ذكية للاتصالات العسكرية وجمع المعلومات الاستخبارية. جذب نمو الهاتف الخلوي في الثمانينيات من القرن العشرين الاهتمام بالتطبيقات التجارية. خلقت الترقية إلى تكنولوجيا الراديو الرقمي في الهاتف المحمول والشبكة اللاسلكية الداخلية وصناعات البث الفضائي فرصًا جديدة للهوائيات الذكية في التسعينيات من القرن العشرين، وبلغت ذروتها في تطوير تكنولوجيا ميمو (MIMO) (تعدد المداخل والمخارج) المستخدمة في شبكات الجيل الرابع (4 جي) اللاسلكية.

## الهوائيات الاتجاهية
اعتمد النجاح المبكر في تتبع الإشارات اللاسلكية والتحكم بها على التشكيل والحركة الفيزيائيين للهوائيات. عرض المخترع والفيزيائي الألماني كارل فرديناند براون تقنية تشكيل الحزمة لأول مرة في عام 1905. أنشأ براون مصفوفة طورية بوضع ثلاث هوائيات لتعزيز الإشعاع في اتجاه واحد وتقليل الإشعاع في اتجاهات أخرى. اختبر غوليلمو ماركوني الهوائيات الاتجاهية في عام 1906. كانت الهوائيات الاتجاهية تُدور للكشف عن قوات العدو وتتبعها خلال الحرب العالمية الأولى. استخدمت الأميرالية البريطانية مقاييس الزوايا (البوصلات اللاسلكية) لتتبع الأسطول الألماني. اخترع إدوين هوارد آرمسترونغ جهاز مستقبل التغاير الفوقي لاكتشاف الضجيج عالي التردد الناتج عن أنظمة الإشعال للطائرات الحربية الألمانية. انتهت الحرب قبل أن يصبح اختراع أرمسترونغ جاهزًا للمساعدة في توجيه النيران المضادة للطائرات. جُمعت عناصر متعددة (هوائي ثنائي القطب مُغذى وموجه وعاكسات) في عشرينيات القرن العشرين لإنشاء أنماط هوائي إرسال واستقبال ضيقة. لا تزال مصفوفة ياغي-أودا، المعروف باسم هوائي ياغي، مستخدمة على نطاق واسع. طور ادمون بروس وهارالد تي فريس هوائيات اتجاهية للترددات ذات الموجات القصيرة والميكروويف خلال الثلاثينيات من القرن العشرين.
أدى قرار إيه تي آند تي باستخدام الموجات المكروية لنقل حركة البيانات الهاتفية بين المدن إلى أول نشر تجاري واسع النطاق للهوائيات الاتجاهية (استنادًا إلى تصميم فريس هوائي بعاكس بوقي) في عام 1947. مكنت الهوائيات الاتجاهية مع الاستقطاب المتناوب من إعادة استخدام زوج واحد من الترددات مع العديد من القفزات المتتالية. تعتبر الوصلات المكروية أقل تكلفة للنشر والصيانة من وصلات الكابلات المحورية.

## رادار المصفوفة الطورية
عُرض أول رادار مصفوفة طورية مع مسح ميكانيكي (باستخدام هوائي ياغي دوار) في ثلاثينيات القرن العشرين. استخدمت أول رادارات المسح الإلكتروني أجهزة كهروميكانيكية (مثل المولفات أو المبدلات الميكانيكية) لتوجيه حزمة الهوائي.
بنت ألمانيا مصفوفة فولنفيبر الدائرية لإيجاد الاتجاه خلال السنوات الأولى من الحرب العالمية الثانية. يستطيع هوائي فولنفيبر مسح الأفق إلكترونيًا بزاوية 360 درجة وتحديد اتجاه أي إشارة مع دقة جيدة إلى حد معقول. حُسنت المصفوفة الدائرية خلال الحرب الباردة لأغراض التنصت. طور الفيزيائي الأمريكي لويس والتر ألفاريز أول نظام اقتراب متحكم به من الأرض (جي سي إيه) للهبوط بالطائرة في الطقس السيئ اعتمادًا على هوائي مصفوفة طورية مكروية موجه إلكترونيًا. اختبر ألفاريز ونشر النظام في إنجلترا عام 1943. قرب نهاية الحرب، قامت شركة غيما الألمانية ببناء نظام رادار مصفوفي طوري للإنذار المبكر (بيسا ماموت 1) للكشف عن أهداف حتى مسافة 300 كيلومتر. طُور هوائي بوليرود للتحكم في الحريق من قبل مختبرات بل في عام 1947 باستخدام مزيحات الطور المتعاقبة التي يُتحكم بها بواسطة مفتاح دوار (تدور بسرعة عشر دورات في الثانية) لإنشاء حزمة مسح مستمر.
دعت الحاجة إلى دفعة كبيرة لتلبية متطلبات وقت الاستجابة من أجل الأمن القومي ومتطلبات مساحات التغطية إلى تطوير رادار مصفوفي إلكتروني مستوي قابل للتوجيه على مراحل. أشار إطلاق سبوتنيك لاتحاد الجمهوريات الاشتراكية السوفياتية في عام 1957 إلى ضرورة وجود أنظمة مراقبة للأقمار الصناعية أرضية. استجابت شركة بينديكس من خلال بناء رادار مصفوفي قابل للتوجيه إلكترونيًا (إي إس إيه آر) في عام 1960. طُورت تقنيات محسنة لتشكيل الحزمة، مثل مصفوفات بتلر متعددة الحزم، لاكتشاف وتتبع الأشياء في الفضاء.